# Batalha de Santa Luzia
A Batalha de Santa Luzia ocorreu ao longo de agosto de 1842, sendo um dos episódios que compõem a história das revoltas liberais de 1842.
Um fato importante que marcou a história da cidade de Santa Luzia, Minas Gerais, foi a Revolução Liberal de 1842. O casarão, que abriga hoje a Casa da Cultura, antigo Solar Teixeira da Costa, foi o quartel-general dos revolucionários e ainda guarda as marcas de balas em suas janelas. A batalha final foi travada no Muro de Pedras, entre as tropas do revolucionário Teófilo Benedito Ottoni e do governista Barão de Caxias.

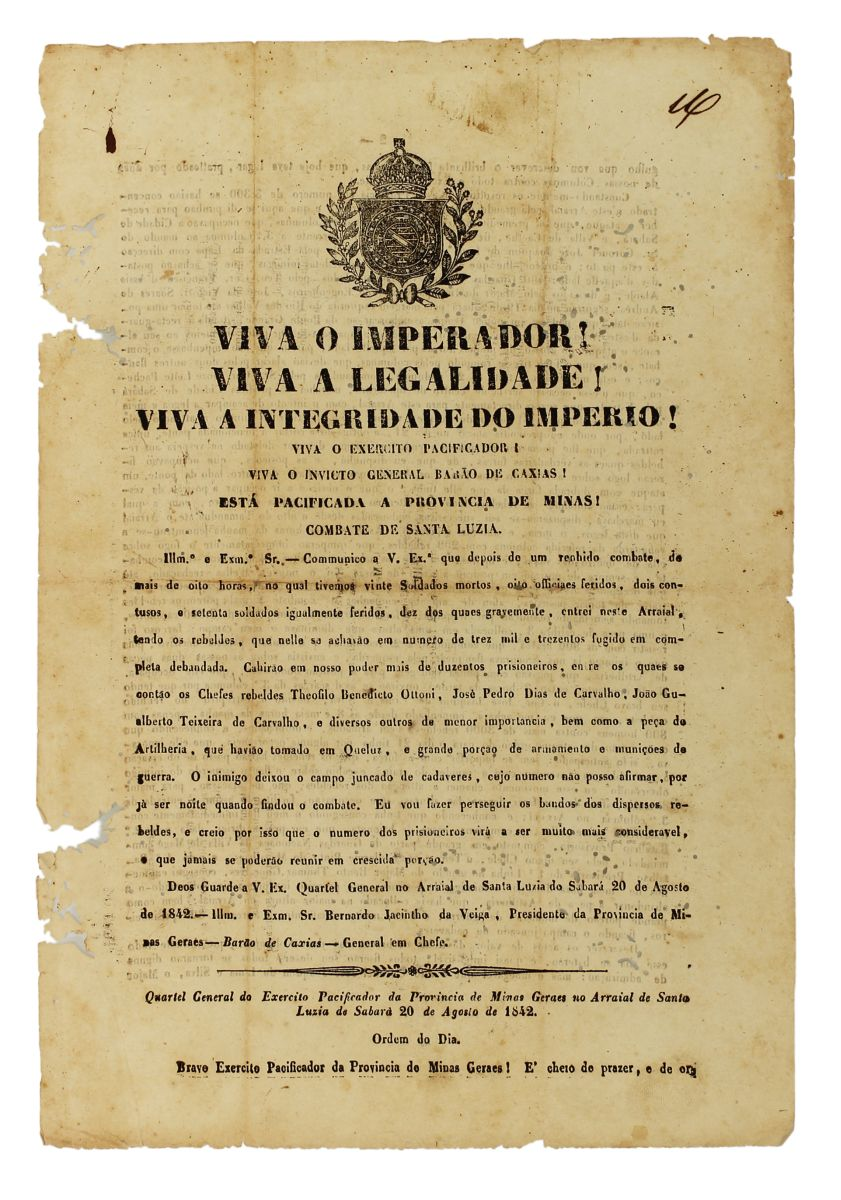
Documento de Caxias sobre à questão Santa Luzia.

Na Província de Minas Gerais, a revolta irrompeu a 10 de junho de 1842 em Barbacena, escolhida como sede do governo revolucionário. Foi aclamado como presidente interino da Província José Feliciano Pinto Coelho da Cunha (depois barão de Cocais). Em 4 de julho, em Queluz (atual Conselheiro Lafaiete), as forças legais foram batidas pelos revoltosos comandados pelo Cel. Antônio Nunes Galvão. Os revoltosos receberam novas adesões notadamente de Santa Luzia, Santa Quitéria, Santa Bárbara, Itabira, Caeté e Sabará. A notícia da derrota dos revoltosos paulistas colocou os mineiros em desacordo sobre atacar Ouro Preto.
Caxias, nomeado comandante do exército pacificador, emprega a mesma estratégia utilizada em São Paulo, tomar a capital o mais rápido possível, o que ocorre em 6 de agosto de 1842.
Os revoltosos saem vencedores em Lagoa Santa, sob a liderança de Teófilo Ottoni. Entretanto Caxias reúne suas forças e resolve atacar Santa Luzia, divide seu exército em três colunas, uma comandada por seu irmão José Joaquim de Lima e Silva Sobrinho, outra por ele mesmo e a terceira pelo tenente-coronel Ataídes. Entretanto, devido ao desconhecimento do terreno, Caxias é atacado pelos revoltosos, consegue resistir, e com a chegada da coluna de seu irmão, consegue batê-los em 20 de agosto. Com isso acaba a revolta na província.
Os vencidos, entre os quais se encontravam Teófilo Ottoni e Camilo Maria Ferreira Armond (conde de Prados), foram enviados para a prisão em Ouro Preto e Barbacena.